# دوربهایم
دوربهایم (به آلمانی: Dürbheim) یک شهر در آلمان است که در تاتلینگن واقع شده‌است. دوربهایم ۱٬۶۹۶ نفر جمعیت دارد.

## خواهرخوانده
شهر فرتود خواهرخواندهٔ دوربهایم هست.